# Pittsburgh Post-Gazette
Le Pittsburgh Post-Gazette, plus couramment appelé PG, est le plus grand quotidien diffusé à Pittsburgh, Pennsylvanie. Il est aujourd'hui le deuxième quotidien de Pennsylvanie et le quatrième plus ancien à travers les États-Unis. Le siège du journal est situé dans le central business district de Pittsburgh. Le journal a remporté six prix Pulitzer depuis 1938.

## Histoire
Le journal commença sa publication le 29 juillet 1786, grâce au soutien de Hugh Henry Brackenridge alors juge à la Cour Suprême de Pennsylvanie, avec le titre initial The Gazette. Publié par Joseph Hall et John Scull, le quotidien couvrit les débuts de la nation américaine. Son premier article majeur fut d'ailleurs au sujet de l'adoption de la nouvelle Constitution américaine le 21 juin 1788. 
En 1828, le journal fut vendu à Morgan Neville et son nom brièvement changé en Pittsburgh Gazette and Manufacturing and Mercantile Advertiser. En 1829, Neville vendit le quotidien à David McClean, qui revint au titre original.
En 1844, le journal devint un quotidien du matin. Bien qu'à l'époque le ton de l'éditorial était conservateur, le journal participa à faire élire Abraham Lincoln. Le journal fut également l'un des premiers à faire état des tensions entre le Nord et Sud. Des tensions qui dégénérèrent ensuite en guerre. 
En 1900, George T. Oliver, Sénateur Républicain de Pennsylvanie, acheta le journal et le fusionna avec un autre quotidien (The Pittsburgh Times) pour en former un nouveau, The Gazette Times. Après plusieurs autres fusions avec des journaux de Pittsburgh (notamment The Pittsburgh Dispatch), le journal fut acheté par Paul Block en 1927 et pris officiellement le nom de Post-Gazette le 2 août de la même année.
En 2020, trois journalistes du Pittsburgh Post-Gazette, Peter Smith, Stephanie Strasburg et Shelly Bradbury, sont finalistes du prix Pulitzer 2020 en reportage local pour une enquête sur les abus sexuels sur enfants dans les communautés Amish et Mennonites.

## Joint operating agreement
En 1960, Pittsburgh avait trois quotidiens : The Post-Gazette le matin, et The Pittsburgh Press et The Pittsburgh Sun-Telegraph le soir et le dimanche. The Post-Gazette acheta The Sun-Telegraph (qui venait d'acquérir The Chronicle-Telegraph), et s'installa dans les bureaux du Sun-Telegraph's sur Grant Street. 
The Post-Gazette tenta de publier une édition dominicale pour concurrencer The Sunday Press, mais cela fut un échec. En novembre 1961, The Post-Gazette conclut donc un accord avec la Pittsburgh Press Company pour combiner production et opérations de vente (une pratique courante parmi les journaux américains appelée Joint operating agreement ou JOA). Un accord qui dura plus de 30 ans. 
Le 14 novembre 2011, le quotidien devint un journal diffusé l'après-midi. 